# Incidentaloma
Em medicina, um incidentaloma é um tumor (-oma) encontrado por coincidência (incidental), sem sintomas clínicos ou suspeitas. Trata-se de um problema comum: mais de 7% de todos os pacientes acima dos 60 anos podem ser portadores de um crescimento benigno, frequentemente da glândula adrenal, que é detectado quando uma imagem diagnóstica é utilizada para analisar sintomas não relacionados. Com o aumento da tomografia computadorizada de corpo inteiro, como parte de programas de rastreio, espera-se que as chances de se encontrar incidentalomas aumentem. 37% dos pacientes que realizam uma tomografia de corpo inteiro pode apresentar achados anormais que precisam de uma avaliação adicional.
Alguns dos tipos de incidentalomas mais comuns são:
- Incidentaloma de adrenal
- Incidentaloma renal
- Incidentaloma de hipófise
- Incidentaloma de tireoide
- Incidentaloma de paratireoide
- Nódulo pulmonar